# Újezd u Sezemic
Újezd u Sezemic település Csehországban, a Pardubicei járásban. Újezd u Sezemic Borek, Bukovina nad Labem, Býšť, Rokytno és Dříteč településekkel határos. Lakosainak száma 253 fő (2024. január 1.).

## Népesség
A település lakosságának változását az alábbi diagram mutatja:
| Lakosok száma | 197  | 250  | 211  | 167  | 154  | 115  | 179  | 202  | 220  | 253  |
|               | 1869 | 1890 | 1921 | 1950 | 1980 | 2001 | 2017 | 2019 | 2022 | 2024 |